# Gilbert Seagrave (Bischof)
Gilbert Seagrave (auch Segrave) (* vor 1258; † 18. Dezember 1316) war ein Bischof der englischen Diözese London. Er gehörte zu den verhältnismäßig wenigen Angehörigen des Adels, die im Mittelalter in England zum Bischof geweiht wurden.

## Herkunft und Ausbildung
Gilbert Seagrave war ein jüngerer Sohn von Nicholas Seagrave, 1. Baron Seagrave und von dessen Frau Matilda. Als jüngerer Sohn eines Adligen sahen seine Eltern für ihn eine geistliche Karriere vor. Er wurde vermutlich vor 1258 geboren, denn 1279 erhielt er durch den Einfluss seines Vaters als Subdiakon eine erste Pfründe und wurde Rektor von Kegworth in Leicestershire, wofür er nach kanonischem Recht volljährig sein musste. Zuvor hatte er an einer Universität studiert, möglicherweise in Cambridge, wo er vermutlich von 1292 bis 1293 Kanzler der Universität war.

## Karriere als Geistlicher
Von 1293 bis 1296 war Seagrave Rektor von Aylestone, das wie Kegworth in Leicestershire liegt. Nach 1300 erhielt er weitere Pfründen, unter anderem an der St Paul’s Cathedral in London sowie an den Kathedralen von Hereford und Lincoln, dazu wurde er 1301 Propst von Portpool in London, am 12. August 1302 Propst von St Martin's in Durnstall in Lincolnshire und nach 1304 Propst von Hunderton in Herefordshire. Vor dem 2. Juni 1306 wurde er Präzentor der St Paul’s Cathedral in London sowie des Rektorats von Fenstanton in Huntingdonshire. Am 4. Juni 1306 erhielt er einen päpstlichen Dispens für sein Amt als Präzentor, dazu die Erlaubnis, seine bisherigen Pfründen zu behalten.

## Bischof von London
Am 16. oder 17. August 1313 wurde Seagrave, vielleicht durch den Einfluss seines Bruders John Seagrave, 2. Baron Seagrave, zum Bischof von London gewählt. König Eduard II. bestätigte am 22. August die Wahl, und am 28. September wurden Seagrave die Temporalien übergeben. Da das Amt des Erzbischofs von Canterbury zu der Zeit vakant war, wurde Seagrave am 17. September durch das Kathedralkapitel von Canterbury bestätigt und am 25. November bei der Grundsteinlegung zum neuen Schrein für den heiligen Bischof Erkenwald gelegt wurde, durch Bischof Henry Woodlock von Winchester zum Bischof geweiht. Obwohl er ein pflichtbewusster Bischof gewesen sein soll, hatte er ein schlechtes Verhältnis zu Walter Reynolds, dem neuen Erzbischof von Canterbury. Am 18. April 1314 unternahm er eine Visitation seiner Kathedrale. Obwohl er ein Verzeichnis seiner Urkunden und Schreiben anlegen ließ, ist dieses nur bruchstückhaft erhalten. Nach kurzer Amtszeit starb er bereits im Dezember 1316 und wurde am 30. Dezember an einem nicht überlieferten Ort beigesetzt.